# Tanggulturus
Tanggulturus is een bestuurslaag in het regentschap Tulungagung van de provincie Oost-Java, Indonesië. Tanggulturus telt 2892 inwoners (volkstelling 2010).